# Call of Duty: Modern Warfare 3
Call of Duty: Modern Warfare 3 (forkortes MW3) er et first-person shooter computerspil til spillekonsolerne Xbox 360, PlayStation 3 og Microsoft Windows.
 Spillet er udviklet af Infinity Ward med bistand fra Sledgehammer Games.
Spillet udkom den 8. november 2011

## Handling
Modern Warfare 3 begynder, hvor 2'eren slap. Washington D.C. står i flammer og russerne er i gang med invadere USA's østkyst. I en af spillets baner foregår spillet i New York, hvor spilleren skal kæmpe sig vej til børsen. Spillerens jeep vælter, og han må kæmpe sig gennem New Yorks gader. En anden bane foregår i London, hvor spilleren kæmper i undergrundsbanen.

## Multiplayeren
MW3's multiplayer er udstyret med en ny tjeneste, Call of Duty Elite, som er et slags socialt netværk for CoD spillere. Elite indeholder også en betalingstjeneste, der giver adgang til DLC'erne gratis, en større "File Share" og mulighed for at uploade længere clips fra "Theater Mode" og desuden kan man spille alle turneringer gratis (med præmier).
På Call of Duty Elite er der er også bedre stats og spilleren kan lave en klan og reservere et "Clan Tag", så andre ikke kan bruge spillerens clan tag.
Call of Duty Elite giver også integration med en Android- og iOS app og et websitet elite.callofduty.com. Call of Duty Elite er bagudkompatibel med Black Ops

## Spec Ops
Spec Ops er medtaget med det nye gamemode Survival, hvor spillere kæmper alene eller sammen om at besejre bølger af AI-spillere. Der er også missioner som set i Modern Warfare 2.